# HD 33519
HD 33519，又名CP-78 165，SAO 256153、HR 1682，是一颗恒星，视星等为6.29，位于銀經290.71，銀緯-32.05，其B1900.0坐标为赤經5h 5m 35.9s，赤緯-78° -32.05′ 14″。